# Dronningegården
Dronningegården er et byggeri i Københavns Indre by, beliggende omkring krydset mellem Adelgade og Dronningens Tværgade.
Byggeriet er opført i årene 1943-58 i røde mursten og i 9 etager, af arkitekterne Kay Fisker, C.F. Møller og Svenn Eske Kristensen.
Byggeriet udgøres af fire adskilte, retvinklede bygningskomplekser, der tilsammen skaber en plads ved krydset mellem Adelgade og Dronningens Tværgade. De fire rette vinkler benævnes henholdsvis Dronningegården (Dronningens Tværgade 23-35) og Christiansgården (Dronningens Tværgade 37-41) samt Prinsessegården (Dronningens Tværgade 32-44, Borgergade 17) og Kongegården (Dronningens Tværgade 46-50). 
Byggeriet er en del af den omfattende kondemnering af de gamle boliger omkring Adelgade og Borgergade, der blev gennemført i 1920'erne og 1930'erne. Processen var den første af sin slags i Danmark. I den politiske agitation blev Dronningegården brugt af Socialdemokratiet, da initiativtagerne til kondemneringen var politikere fra partiet. Man brugte blandt andet sloganet "Sådan bygger Socialismen" på en baggrund med et billede af Dronningegården, i forbindelse med valget til Borgerrepræsentationen i 1951.